# 柘植喜治
柘植 喜治（つげ きはる、1953年 - ）は、日本の都市と環境のデザイナー。海外での経験もあり環境デザイン、都市デザインや都市環境のプロデュースをする。現在、千葉大学名誉教授、多摩美術大学非常勤講師。

## 人物
多摩美術大学建築・環境デザイン学科のホームページより引用。
多摩美は生意気だ。多摩美は元気だ。そこが良い。と、かつてここに書いた。ところが最近少し変わってきた。生意気というより優等生で大人しい普通の日本人学生だ。今世界のデザイン界は、情報通信やエネルギー分野等との吸収合併により再編が進む。著名な建築事務所やデザイン企業もこうした波に飲まれデザインや開発の業務が拡大している。そこで注目されるのがプロデューサーの空間としてまとめる技術だ。国境や文化を超えてチームを統括する空間プロデューサーは、言葉もデザインも強く主張しなくてはならない。それはまさに多摩美らしく生意気な人材でなければならない。

## 略歴
- 1977年 - 多摩美術大学美術学部卒業。
- 1984年 - カリフォルニア大学ロサンゼルス校（UCLA）大学院修士課程修了。ザ・ジャーディー・パートナーシップ（THE JERDE PARTNERSHIP INTERNATIONAL INC）主任デザイナー。
- 1992年 - カリフォルニア大学（UCLA）客員教授。
- 1995年 - 千葉大学大学院工学研究科都市環境システム学科助教授。
- 1996年 - 多摩美術大学非常勤講師。
- 2006年 - 千葉大学大学院工学研究科都市環境システム学科教授。

現在、千葉大学名誉教授、多摩美術大学非常勤講師。
公益社団法人商業施設技術者・団体連合会会長（八代目）、日本空間デザイン協会理事、グッドデザイン賞選定審査委員、中部国際空港土地利用会議委員、空港島及び前島都市計画検討委員会委員、中部産業活性化センター地域振興計画委員会副委員長同環境WG座長、DDAデザイン賞最終審査委員、全国フロント施工例審査委員長、商業技術者団体連合会審査委員同評議委員、空間デザイン機構大賞委員長、日本展示学会学会賞選定委員、KIID Space Design Award 2010 Korea審査委員長を歴任。

## 主な受賞[6]
- UIA 国際建築学会主催国際設計競技・最優秀賞
- ProgressiveArchitecture誌プラニング部門年間最優秀賞.DDA研究賞95大賞
- 朝日新聞社賞.日本 SC 協会 SC 論文大賞受賞
- Urban Design American Institute of Architecture, CA. Gold Nugget Ground Award
- グッドデザイン賞（Gマーク金賞）建設省都市景観大賞

## 主な作品[6]
- 東京スカイツリー街区 開発基本構想（東京都墨田区）
- 龍山（ヨンサン）国際業務地区 デザイン監修（ソウル）
- キャナルシティ博多（福岡市博多区）
- モール・オブ・アメリカ（ミネソタ州）
- Euro Disney Master Plan (PARIS）
- Metropolitan Times Square(New York）
- Paseo Al Corta（Buenos Aires）
- Fashion Island at Irvine Center（California）

## 主な学術論文
- 『Cases and Direction of Urban Environmental Design, China-Japan-Korea』（台湾）
- 『Design Symposium』（台湾）
- 『感性デザインの提案』韓國室内デザイン學會（韓国）
- 『こらからのSCの仮設店舗の活用』日本SC協会設立30周年記念号（日本）[8]
- 『Exposed Urban Contents For an Ecological Future, Architecture．Environment & Design』（イタリア）

## 主な著書[5]
- 環境をデザインする　朝倉書店、共著
- アメリンカンアーバニズム　鹿島出版会SD273の他